# 皇后大道中九號
皇后大道中九號（英文：No 9 Queen's Road Central，簡稱皇九）是香港島中西區的一座商業大廈，位於中環雪廠街與德輔道中交界，是香港摩天大廈之一，寫字樓升降機大堂在南邊，皇后大道中9號。而商場名為嘉軒廣場（The Galleria），南方、北方各設一出入口。

## 背景
皇后大道中九號是香港置地發展的地產項目，1980年置地廣場落成時，置地還持有位於雪廠街荷蘭行和有利銀行舊址的地皮，但時值怡和置地遷冊之時，地產市道不景氣，地皮面積又不足以用作重建，於是在1982及1988年，先後買下德輔道中8號的廣東銀行大廈及球義大廈（由傅老榕家族持有）的地段，將規模從萬多平方呎擴大三倍發展。本來置地也希望收購相連的恆昌大廈及渣打銀行大廈來合併重建，不過於恒昌企業的施壓下作罷，前者於1997年更由恒昌自行重建為衡怡大廈。皇后大道中九號後來於1991年落成，10月獲發入伙紙，但於次年以38億港元出售給一中資背景財團。

## 近況
香港甲廈呎價新高紀錄，為皇后大道中九號27樓全層，由河北鋼鐵（香港）國際貿易有限公司於2012年10月15日以3.8629888億港元購入，面積13718平方呎，每平方呎達28,160港元。
2002年愛馬仕先後以近1.9億元購入中環皇后大道中9號嘉軒廣場地下6至9號舖位及地庫等，面積共約7500方呎
2013年11月25日中環皇后大道中9號14樓03室，以約9541萬元交吉易手，面積約3290方呎，呎價約2.9萬元，創該廈呎價新高，為繼金鐘美國銀行中心及灣仔會展廣場後，全港甲廈呎價的第3高。土地註冊處資料，原業主為馬主楊國琦等，1999年斥2060萬元購入，轉手帳面賺約7481萬元或3.6倍。
土地註冊處資料顯示，愛馬仕持有的中環皇后大道中9號嘉軒廣場地下G6至9號舖、地庫及閣樓，2018年2月以6.7億港元易手，以總面積約7500方呎計，呎價約8.93萬元。新買家透過4間不同公司購入，4間公司的董事均為勞滿濤（LO MUN TO WILLIAM），市場消息指，新買家為外資房地產投資基金 Chelsfield。

## 樓層分佈
- 5樓：新華拓展有限公司（503室）
- 6樓：宏輝集團（A室）
- 9樓及17樓：華僑銀行香港分行及華僑銀行（香港）

## 鄰近
- 置地廣場
- 太子大廈
- 歷山大廈
- 政府山炮台里
- 都爹利街
- 香港渣打銀行大廈
- 新顯利大廈

## 交通
港鐵
- █  荃灣綫、 █  港島綫：中環站K出入口
- █  東涌綫、 █  機場快綫：香港站A出入口

中區行人天橋系統本身亦囊括此大廈，南方出口直通置地廣場，北方出口連接渣打銀行大廈（通香港滙豐總行大廈、炮台里及太子大廈）

## 外部連結
- 香港摩天大樓:皇后大道中九號
- 香港英資財團 ISBN 9789620413353